# Campionati asiatici di ciclismo su strada - Gara in linea femminile Under-23
La Gara in linea femminile Under-23 è uno degli eventi disputati durante i Campionati asiatici di ciclismo su strada. Fu corsa la sola edizione del 2022.

## Albo d'oro
Aggiornato all'edizione 2023.
| Anno | Vincitore     | Secondo             | Terzo             |
| ---- | ------------- | ------------------- | ----------------- |
| 2022 | Akpeiil Ossim | Svetlana Pachshenko | Anzhela Solovyeva |
| 2023 | non disputata | non disputata       | non disputata     |

## Medagliere
| Pos.   | Nazione    | Oro | Argento | Bronzo | Totale |
| ------ | ---------- | --- | ------- | ------ | ------ |
| 1      | Kazakistan | 1   | 1       | 1      | 3      |
| Totale | Totale     | 1   | 1       | 1      | 3      |